# Chirkunda
Chirkunda är en stad i den indiska delstaten Jharkhand, och tillhör distriktet Dhanbad. Folkmängden uppgick till 45 508 invånare vid folkräkningen 2011, med förorter 118 777 invånare.